# La belleza del Líbano
La belleza del Líbano o El espíritu de la montaña (en francés: La Belle du Liban, ou L'Esprit des montagnes ; en ruso: Ливанская красавица, или Горный дух) es un ballet fantástico en tres actos y siete escenas, con coreografía de Marius Petipa, música de Cesare Pugni, y libreto de E. Rappoport y Marius Petipa. Los decorados fueron diseñados por Andrei Roller, Heinrich Wagner y Albert Bredov; el diseño de vestuario estuvo a cargo de Adolph Charlemagne. El ballet fue presentado por primera vez por el Ballet Imperial el 24 de diciembre de 1863 en el Teatro Bolshoi Kamenny en San Petersburgo, Rusia.

## Argumento
Livan, espíritu de la montaña, está buscando una nueva víctima para entretenerse. Encantado por la belleza de Mirana, decide evitar su matrimonio con el maronita Esmar y tomar a la chica para él. En esa lucha por el dominio, Mirana y Esmar se ven obligados a pasar por una serie de pruebas impuestas por Livan. Mirana muere protegiendo a Esmar con su propio cuerpo. Livan se apodera del cuerpo de Mirana y lo convierte en un peñasco de diamantes. 
el santo patrón de los maronitas salva a Mirana, la transforma en una paloma blanca y la lleva a un jardín de rosas encantado lleno de aves del paraíso. Al final se va volando por el cielo hacia el espíritu guardián de la tierra.